# 黃阿祿嫂
黃阿祿嫂（道光年間—1900年) ，吳姓，名不詳，因其夫婿為黃昭祿而得名。臺灣清治至日治時期的女性企業家，從事樟腦及木材生意。時下有諺語「第一好張德寶；第二好黃阿祿嫂；第三好馬俏哥」裡的艋舺第二富豪。

## 生平

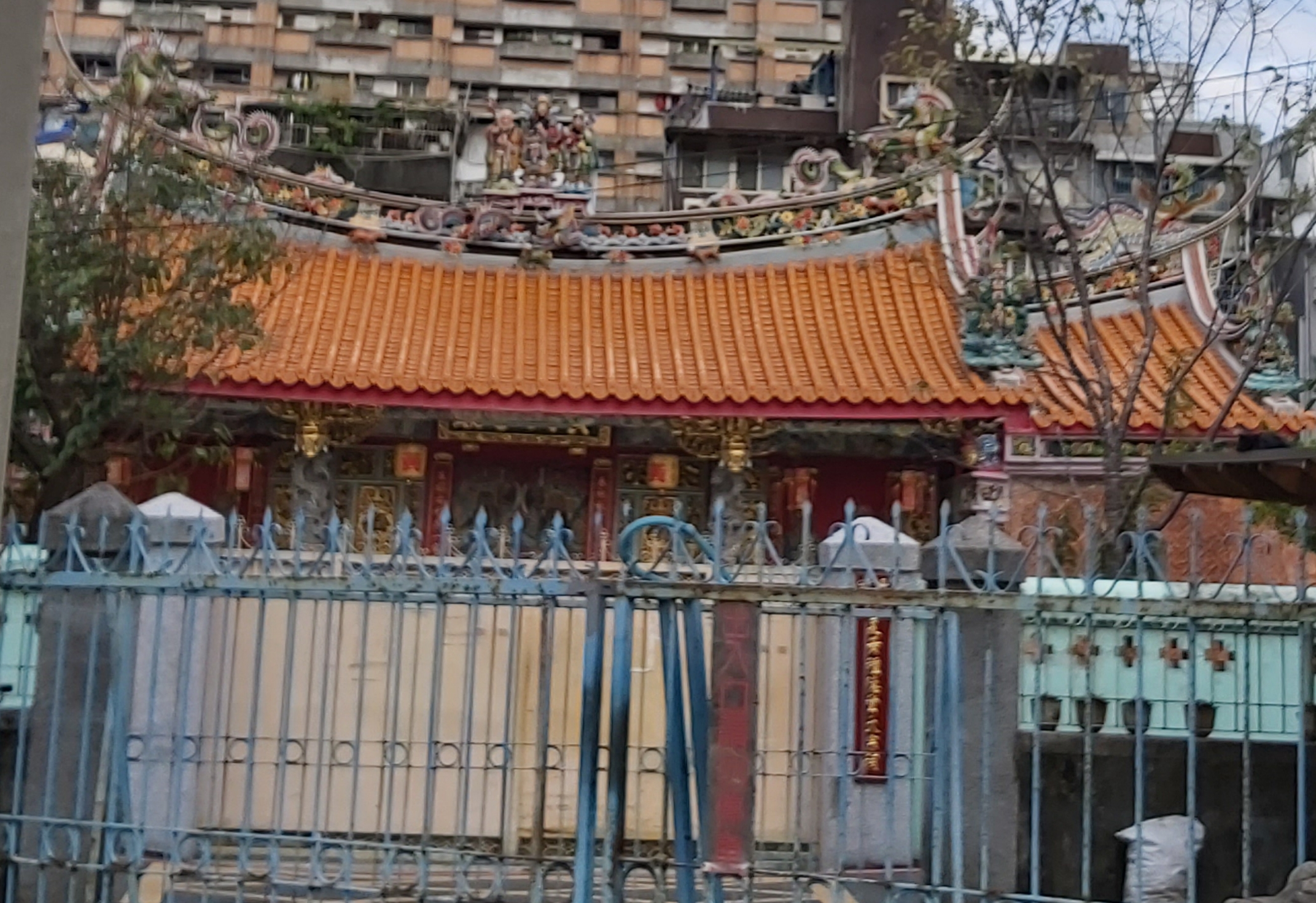
艋舺江夏黃種德堂

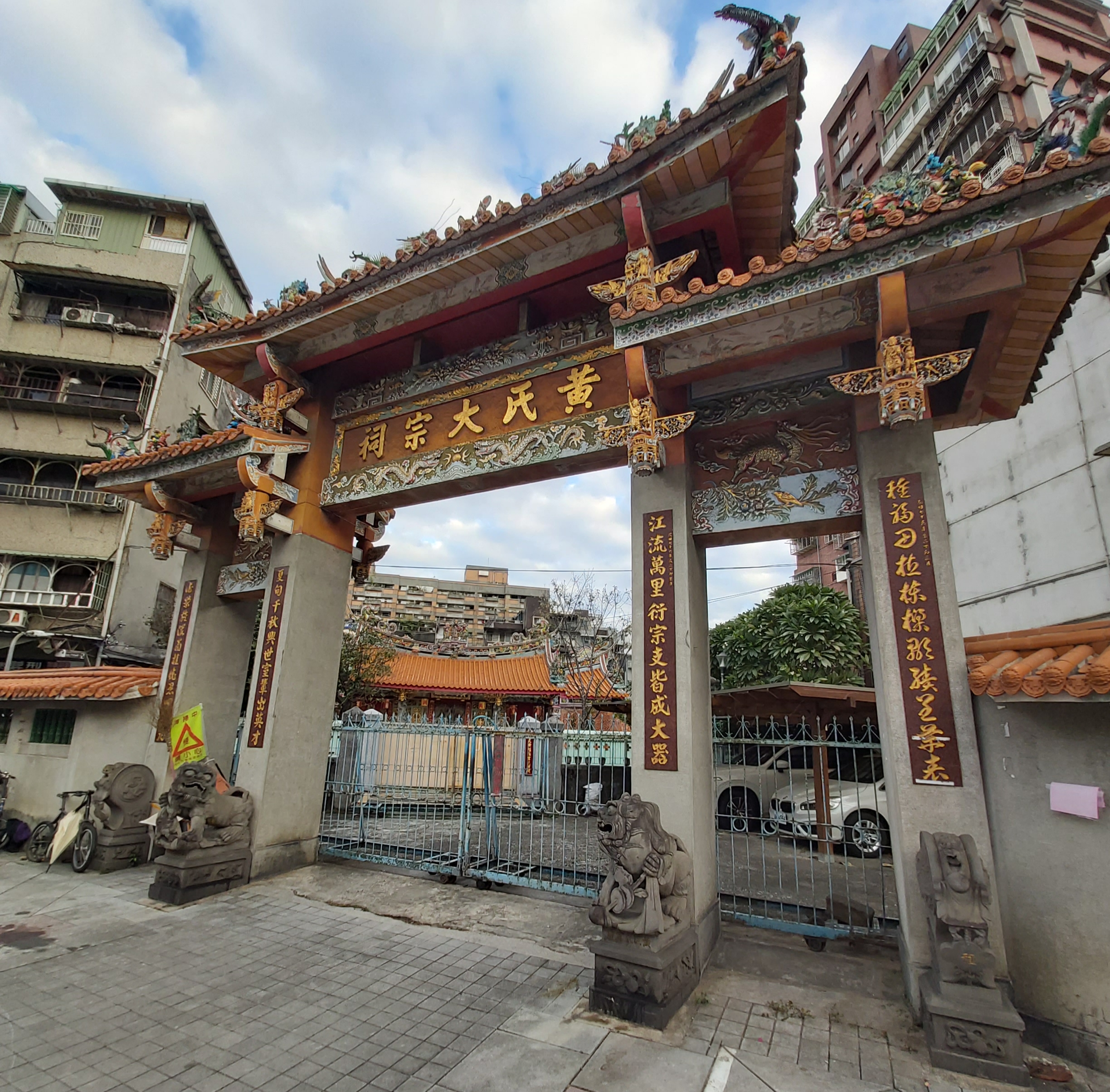
艋舺江夏黃氏大宗祠牌樓

黃阿祿嫂是艋舺富商黃萬鍾（黃昭祿）的妻子。黃萬鍾開設料館（製材所），專門承攬木材、樟腦買賣，並在住家（今啟天宮）奉海神媽祖。然而，黃祿卻於1866年因病早逝，阿祿嫂毅然接下了這個企業重擔。
單身撫養七名子女的她，是一名傑出且勤奮的主婦兼企業家，不僅成功地維持料館的生意，更運用優秀的商業手腕，創造出比夫婿生前更加出色的表現。她對萬順料館加強管理，並拔擢優秀人才來管理生產；另外，她經常親臨伐木現場指導，因而深得員工的信任。隨著生意興榮，她亦親自上山揀選精緻木材，將之製成上等樟腦，運往唐山與南洋進行貿易。黃家事業因擁有艋舺三大碼頭的其中一座，所以逐漸成為艋舺地方數一數二的巨商，當地從此流傳出一句「第一好張德寶；第二好黃阿祿嫂；第三好馬悄哥」的諺語。
為維護生意上的地盤，阿祿嫂聘請了十八位武藝高強的武術家作為保鑣，人稱「十八王爺」。不過，這僅限於保護事業，阿祿嫂從未仗勢欺人，而是樂善好施、慷慨解囊。然而，淡水河於光緒年間逐漸淤積，而影響艋舺的商業；再加上進入日治時期後，台灣樟腦改行國營公辦，黃氏家族才逐漸沒落。

## 外部連結
- 【她的瞬間 · 歷史永恆】 - 台灣國家婦女館 （页面存档备份，存于）